# Dichromodes ophiucha
Dichromodes ophiucha är en fjärilsart som beskrevs av Edward Meyrick 1890. Dichromodes ophiucha ingår i släktet Dichromodes och familjen mätare. Inga underarter finns listade i Catalogue of Life.